# Sainte-Honorine-du-Fay
Sainte-Honorine-du-Fay és un municipi francès situat al departament de Calvados i a la regió de Normandia. L'any 2007 tenia 1.184 habitants.

## Demografia

### Població
El 2007 la població de fet de Sainte-Honorine-du-Fay era de 1.184 persones. Hi havia 417 famílies de les quals 51 eren unipersonals (17 homes vivint sols i 34 dones vivint soles), 143 parelles sense fills, 194 parelles amb fills i 29 famílies monoparentals amb fills.
La població ha evolucionat segons el següent gràfic:
Habitants censats

### Habitatges
El 2007 hi havia 436 habitatges, 417 eren l'habitatge principal de la família, 7 eren segones residències i 12 estaven desocupats. 430 eren cases i 6 eren apartaments. Dels 417 habitatges principals, 371 estaven ocupats pels seus propietaris, 42 estaven llogats i ocupats pels llogaters i 4 estaven cedits a títol gratuït; 1 tenia una cambra, 7 en tenien dues, 41 en tenien tres, 92 en tenien quatre i 276 en tenien cinc o més. 354 habitatges disposaven pel capbaix d'una plaça de pàrquing. A 151 habitatges hi havia un automòbil i a 244 n'hi havia dos o més.

### Piràmide de població
La piràmide de població per edats i sexe el 2009 era:
| Homes | Edats   | Dones |
| ----- | ------- | ----- |
| 0     | 95 o +  | 0     |
| 0     | 90 a 94 | 4     |
| 8     | 85 a 89 | 8     |
| 0     | 80 a 84 | 12    |
| 12    | 75 a 79 | 4     |
| 28    | 70 a 74 | 24    |
| 20    | 65 a 69 | 16    |
| 8     | 60 a 64 | 24    |
| 24    | 55 a 59 | 32    |
| 64    | 50 a 54 | 36    |
| 44    | 45 a 49 | 52    |
| 44    | 40 a 44 | 48    |
| 44    | 35 a 39 | 52    |
| 40    | 30 a 34 | 36    |
| 16    | 25 a 29 | 4     |
| 20    | 20 a 24 | 20    |
| 36    | 15 a 19 | 60    |
| 60    | 10 a 14 | 56    |
| 44    | 5 a 9   | 52    |
| 32    | 0 a 4   | 20    |

## Economia
El 2007 la població en edat de treballar era de 780 persones, 550 eren actives i 230 eren inactives. De les 550 persones actives 520 estaven ocupades (279 homes i 241 dones) i 30 estaven aturades (17 homes i 13 dones). De les 230 persones inactives 72 estaven jubilades, 103 estaven estudiant i 55 estaven classificades com a «altres inactius».

### Ingressos
El 2009 a Sainte-Honorine-du-Fay hi havia 452 unitats fiscals que integraven 1.277 persones, la mediana anual d'ingressos fiscals per persona era de 20.495 €.

### Activitats econòmiques
Dels 44 establiments que hi havia el 2007, 1 era d'una empresa extractiva, 1 d'una empresa alimentària, 1 d'una empresa de fabricació d'altres productes industrials, 10 d'empreses de construcció, 9 d'empreses de comerç i reparació d'automòbils, 1 d'una empresa de transport, 1 d'una empresa d'hostatgeria i restauració, 1 d'una empresa d'informació i comunicació, 2 d'empreses financeres, 1 d'una empresa immobiliària, 6 d'empreses de serveis, 8 d'entitats de l'administració pública i 2 d'empreses classificades com a «altres activitats de serveis».
Dels 15 establiments de servei als particulars que hi havia el 2009, 1 era una oficina de correu, 1 taller de reparació d'automòbils i de material agrícola, 1 autoescola, 1 paleta, 1 guixaire pintor, 4 lampisteries, 3 electricistes, 1 perruqueria, 1 restaurant i 1 saló de bellesa.
Dels 3 establiments comercials que hi havia el 2009, 1 era una botiga de menys de 120 m², 1 una fleca i 1 una botiga de material de revestiment de parets i terra.
L'any 2000 a Sainte-Honorine-du-Fay hi havia 9 explotacions agrícoles que ocupaven un total de 436 hectàrees.

## Equipaments sanitaris i escolars
L'únic equipament sanitari que hi havia el 2009 era una farmàcia.
El 2009 hi havia 1 escola maternal i 1 escola elemental.

## Poblacions més properes
El següent diagrama mostra les poblacions més properes.